# Jean de Lacoste (juriste)
Pour le personnage homonyme, voir Jean de Lacoste.
Jean de Lacoste, né à Cahors en 1576 et mort en 1637 dans cette même ville, est professeur de droit.
D'abord professeur de lettres à l'université de Cahors, puis à Bourges, il devient un disciple du juriste Jacques Cujas, qui fut lui aussi professeur à l'université de Cahors. Lacoste va ensuite à Toulouse où il suit les cours de François Roaldès, autre juriste célèbre et en devient un proche. En 1593, il est nommé professeur de droit à Cahors, plus tard il va enseigner à Toulouse. Il  reviendra passer ses vieux jours dans sa ville natale. Son œuvre a été saluée par Henri d'Aguesseau.

## Œuvre
- Commentaire des Institutes de Justinien
- D. N. Justiniani perpetui augusti Institutionum sive Elementorum per Tribunianum virum magnificum magistrum & exquaestore sacri palati, & Theophilum & Dorotheum, viros illustres, & antecessores, libri quatuor emendatissimi ex editione Jacobi Cujacii. In eosdem Jani a Costa antecessoris clariss. commentarius Nunc primum editus opera ac studio G. N..., Martin Veuve d'Edme imprimeur-libraire et Besongne Augustin, 1676 [1].
- Jani a Costa, JC. & antecessoris clariss. Praelectiones ad illustriores quosdam titulos locaque selecta juris civilis. Edidit notisque illustravit B. Voorda, publié en 1773 [2].
- Notes de cours de droit donnés par Jean Vedel, de Lacoste et Vincent Cabot à l'Université de Toulouse en 1603, 1603 [3].